# De Haag (plaats)
De Haag is een buurtschap nabij het natuurgebied Dommelbeemden en Moerkuilen, ten oosten van Sint-Oedenrode.
De buurtschap, gelegen aan de kruising van Lieshoutse Dijk en Everse Akkerpad, werd voor het eerst vermeld in de 17e eeuw. De naam heeft niets met Den Haag te maken, maar is afgeleid van het Eindhovense Klooster Mariënhage, waaraan de landbouwers daar ter plaatse tiendplichtig waren.
Later heeft er nog een koffiehuis gestaan met de naam Het Haagje, en ook nu is er nog een huis dat die naam draagt.
Woonplaatsen: Erp · Schijndel · Sint-Oedenrode · Veghel

Dorpen: Boerdonk · Boskant · Eerde · Keldonk · Mariaheide · Nijnsel · Olland · Wijbosch · Zijtaart

Bedrijventerreinen: De Amert · De Dubbelen · Doornhoek · Oude Haven      Havengebied: Veghel-Haven

Buurtschappen: Achterste Hermalen · Beukelaar · Bolst · Borne · Bus · De Bus (Schijndel) · De Bus (Sint-Oedenrode) ·  De Haag · Dijk · Dorshout · Driehuizen · Eerschot · Elde · Everse · Ham · Havelt · Hazelberg · Hermalen · Het Schoor · Heuvel · Heuvelberg · Hoek · Hoeves · Hoogebiezen · Houterd · Hurkske · Jekschot · Kapeleind · De Kempkens · Kilsdonk · Koevering · Kraanmeer · Kremselen · Lagebiezen · De Laren · Lieseind · Looieind · Meijldoorn · Middegaal · Morsche Hoef · Mosbulten · Oetelaar · Rijkerbeek · Vernhout · Zondveld · Zwijnsbergen

Noord-Brabant: Steden en dorpen      Nederland: Provincies · Gemeenten